# Ovoviviparitate
Ovoviviparitatea este un tip de reproducere caracterizat prin faptul că ouăle fecundate sunt păstrate și se dezvoltă în oviductul femelei. Se întâlnește la multe nevertebrate și la unii pești și reptile (anumite specii de șerpi sau șopârle). Oul, ovulul fecundat sau embrionul nu stabilește legături fizioanatomice cu organismul mamei, el doar este protejat în timpul dezvoltării în interiorul acestor structuri. Puii se dezvoltă în ouă cu coaja foarte subțire, pe care femela le „clocește” în interiorul corpului. Oul nu este depus niciodată întreg. Coaja oului crapă chiar înainte de depunere, puii eclozează pe când se află încă în interiorul femelei, femela dând naștere unor pui vii.